# Berufsfachschule Holzbildhauerei Flensburg

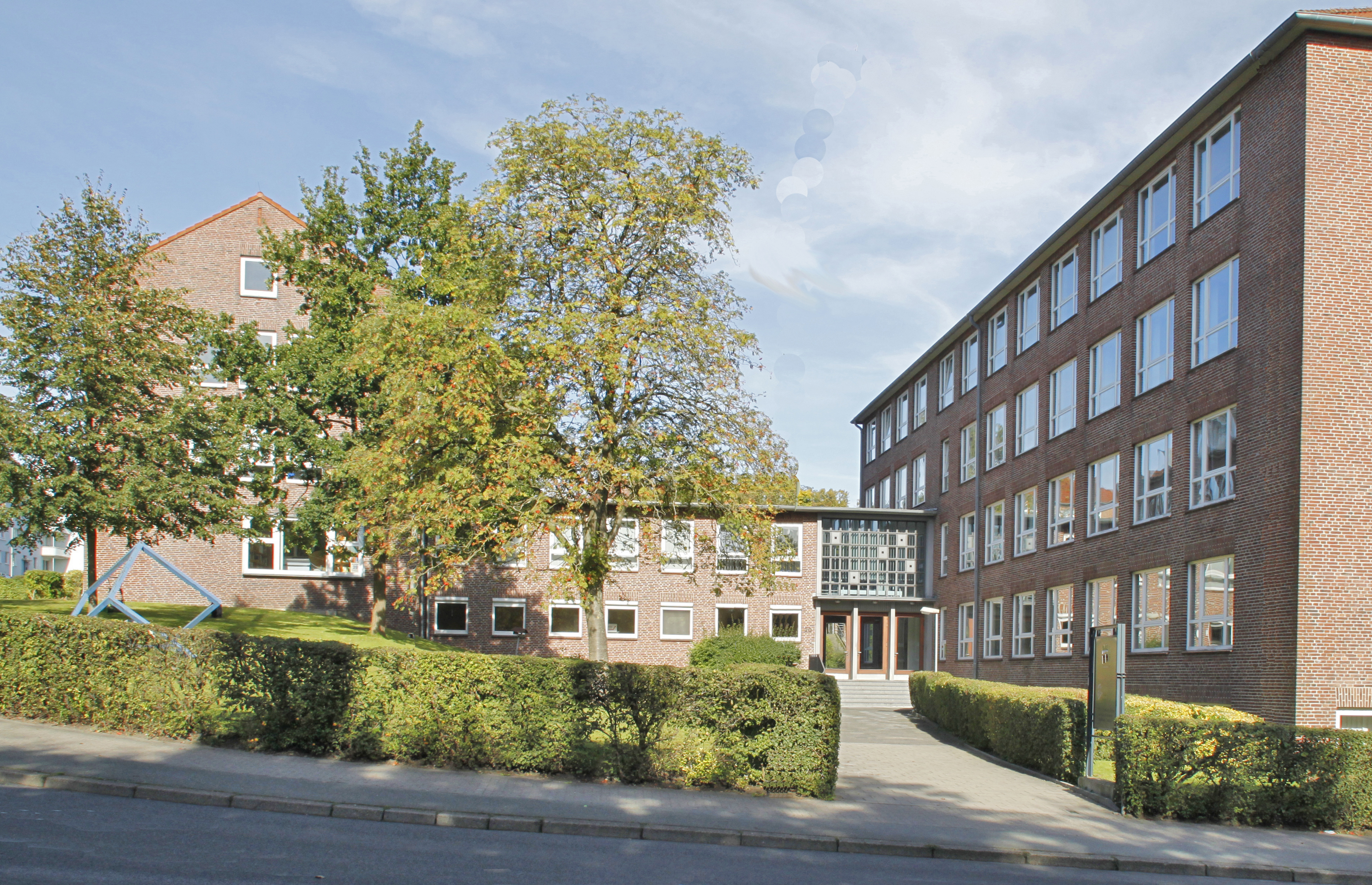
Berufsfachschule Holzbildhauerei Flensburg

Die Berufsfachschule Holzbildhauerei Flensburg (BFBi) dient der beruflichen Erstausbildung zum Holzbildhauer in schulischer Form. Neben der schulischen Abschlussprüfung findet eine Gesellenprüfung vor der Handwerkskammer statt. Die Berufsfachschule ist ein Bildungsgang des regionalen Bildungszentrums (RBZ) Eckener-Schule Flensburg und befindet sich gemeinsam mit der Fachschule für Technik und Gestaltung am Standort Schützenkuhle 20–24 in Flensburg.

## Geschichte
Die Berufsfachschule Holzbildhauerei Flensburg hat mehrfach ihr Konzept sowie ihren Namen geändert. Ihre Ursprünge lassen sich auf die 1890 gegründete Staatlich unterstützte Fachschule für Kunsttischler und Bildschnitzer zurückführen. Von diesem Zeitpunkt an führte eine Entwicklung über die Werkkunstschule Flensburg zur heutigen Berufsfachschule Holzbildhauerei.
Der Flensburger Möbelfabrikant und spätere Museumsgründer Heinrich Sauermann erkannte den Bedarf an ausgebildeten Fachkräften und gründete 1872 eine zunächst private Fortbildungsschule, die dann 1890 als staatlich unterstützte Fachschule für Kunsttischler und Bildschnitzer weitergeführt wurde. In der Schulgeschichte wurden stets Holzbildhauer ausgebildet, die zwischen dem Ende des Zweiten  Weltkriegs bis 2006 auch die Möglichkeit der Aufstiegsfortbildung zum Meister bzw. Staatlich geprüfter Gestalter an der Fachschule für Technik und Gestaltung Flensburg hatten.

## Beschreibung
Die Berufsfachschule Holzbildhauerei Flensburg bietet eine Erstausbildung zum Holzbildhauer im Vollzeitunterricht. Die Berufsausbildung umfasst Schnitzen, Freihandzeichnen, Modellieren, dreidimensionales figürliches Arbeiten mit unterschiedlichen Werkstoffen. Aufnahmevoraussetzung ist der Hauptschulabschluss und das Interesse an Kunst und Kultur, dem Werkstoff Holz und dessen handwerklicher Bearbeitung. Bei der Aufteilung der 36 Wochenstunden wird der Schwerpunkt auf den fachpraktischen Unterricht in den Werkstätten mit den Holzbildhauermeistern gelegt. Außerdem findet Unterricht in Fachkunde, Fachzeichnen  und allgemeinbildenden Fächern statt. In allen drei Ausbildungsjahren werden jährlich Projekte im Haus oder auch außerhalb durchgeführt.

## Profil
Schüler der Berufsfachschule Holzbildhauerei nahmen an verschiedenen Wettbewerben teil, z. B. am Gestaltungswettbewerb Die gute Form im Handwerk – Handwerker gestalten und am Leistungswettbewerb des Deutschen Handwerks. Eine Besonderheit ist der Wettbewerb der Heinrich Sauermann Stiftung, an dem die Schüler der Abschlussklasse teilnehmen können. Hier wird jährlich der Heinrich-Sauermann-Preis für herausragende Leistungen verliehen. Daneben präsentiert sich die Berufsfachschule auf regionalen Messen und Veranstaltungen wie z. B. „Tag des Holzes“ und „Lange Nacht der Museen“. Jeweils am Freitag und Samstag des letzten Wochenendes im Januar veranstaltet die Berufsfachschule zusammen mit der Fachschule für Technik und Gestaltung ihre Infotage für Interessierte, Bewerber, Ehemalige und Kooperationspartner.